# Birth (Keith Jarrett)
Birth è un album in studio del pianista Keith Jarrett, pubblicato nel 1971.

## Tracce
1. Birth - 6:13
2. Mortgage on My Soul - 5:38
3. Spirit - 8:38
4. Markings - 0:37
5. Forget Your Memories (And They'll Remember You) - 6:57
6. Remorse - 11:22